# Ли Ран
Ли Ран (кор. 이랑, род. 5 января 1986) — южнокорейская фолк-певица, музыкант, автор-исполнитель, иллюстратор, писательница и видеограф.

## Фильмы
- «Надо меняться» (변해야한다, 2011)
- «Надо решать» (유도리, 2012)